# Karlheinz Smieszek
Karlheinz Smieszek, född 5 augusti 1948 i Kitzingen, är en före detta västtysk sportskytt.
Smieszek blev olympisk guldmedaljör i gevär vid sommarspelen 1976 i Montréal.